# Gora Kruzenšterna
Mount Kruzenshtern (rusky Gora Kruzenšterna) je hora na ostrově Nová Země v Archangelské oblasti v Rusku. Je také nejvyšší horou tohoto ostrova i celé oblasti. Nachází se na Severním ostrově a dosahuje výšky 1547 m n. m. Roku 1822 ji objevil ruský námořník Fjodor Petrovič Litke. Tato hora patří mezi ultraprominentní vrcholy s prominencí 1547 m. Výstup na tuto horu je zakázán, neboť se nachází ve vojenské oblasti.

## Popis hory

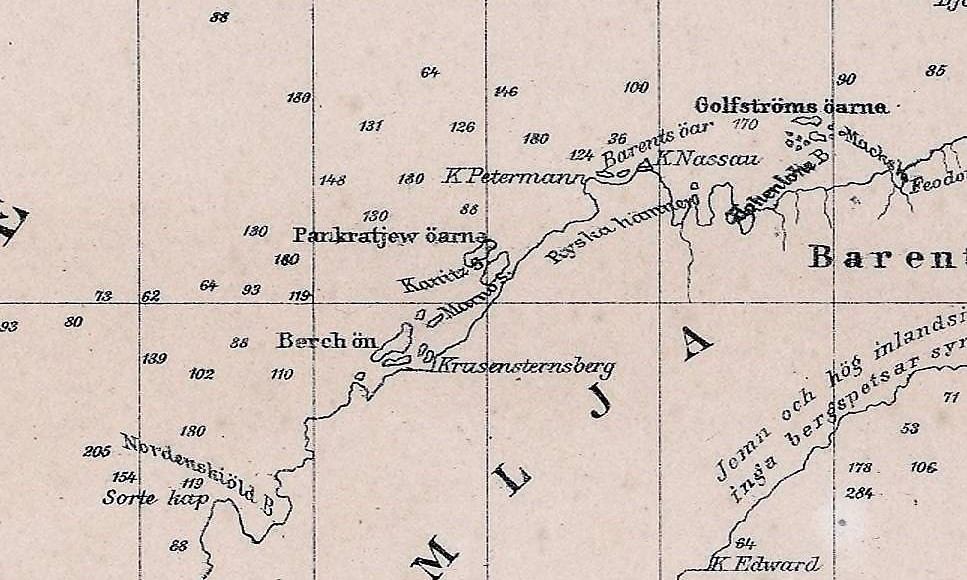
Mapa Nové Země s vrcholem Mount Kruzensthern.

Hora leží poblíž zálivu Nordenskiöld, přičemž je díky své prominenci 1547 metrů velmi nápadná. Tyčí se do výšky 1547 m n. m., čímž je nejvyšším bodem Nové Země a ledovce Severního ostrova, který vrchol pokrývá. Hora leží nedaleko čela Glazovského ledovce.

## Název
Roku 1828 horu Litke pojmenoval Mount Kruzenshtern. Byl pojmenován po admirálu ruského námořnictva Ivanu Kruzenšternovi. Po revoluci roku 1917 byla hora z politických důvodu zbavena tohoto názvu a začalo se používat obecné označení Nejvyšší bod Nové Země.
V 50. letech 20. století horu zkoumala Severní hydrologická expedice. V roce 1958 bylo rozhodnuto o přejmenování vrcholu na Mount Northern Hydrographic Expedition na počest této výpravy. Tento název se ale příliš neuchytil a od roku 1985, kdy byl v Příručce o historii geografických názvů pobřeží SSSR vrchol označen jako nepojmenovaný.Práce na obnovení původního názvu započaly v roce 1999 a roku 2022 byl do map oficiálně zanesen původní název Mount Kruzenshtern.

## Objev hory
Horu objevil roku 1822 Fjodor Petrovič Litke. 9. srpna 1822 si v sedm hodin večer Litke poznamenal polohu hory, kterou při expedici v roce 1821 viděl pouze na obzoru. Roku 1828 vydal knihu, ve které popisuje zážitky z expedic 1821-1824, včetně objevu Mount Kruzenshtern.